# Łokomotyw Słowiańsk
Łokomotyw Słowiańsk (ukr. Футбольний клуб «Локомотив» Слов'янськ) – ukraiński klub piłkarski z siedzibą w Słowiańsku, w obwodzie donieckim.

## Historia[1][2]
Chronologia nazw:
- 1937: Łokomotyw Słowiańsk (ukr. «Локомотив» Слов'янськ)
- 1989: klub rozwiązano

Piłkarska drużyna Łokomotyw została założona w Słowiańsku. 
W latach w 1937–1938 zespół uczestniczył w rozgrywkach Pucharu ZSRR. 
Występował w Mistrzostwach obwodu donieckiego. 

## Sukcesy
- 1/64 finału Pucharu ZSRR: 1937